# شيطان من عسل (فلم)
شيطان من عسل هو فيلم مصري من إخراج حسن الصيفي وبطولة حسين فهمي، لبلبة، زهرة العلا، سيد زيان، أمير شاهين ومحمد يوسف، صدر الفيلم في 7 أكتوبر 1985.

## نبذة
يتبنى شريف وزوجته الطفل سمسم لاقتناعهما بعدم قدرتهما على الانجاب، ويعاني شريف من شقاوة سمسم، فيقرر إعادته إلى الملجأ، لكن المشرفة ترفض، فيتفق مع المعلم عقلة على اختطافه، فيحتجزه عقلة وشريكه حرنكش في منزل مهجور، موهمًا إياه بأن أباه رجل ثري، وتأتي مربية من الملجأ لخدمتهم، وتعترف المربية بأنها أم سمسم، فيقرر شريف استعادة سمسم من العصابة.

## طاقم العمل
- حسين فهمي بدور شريف عزمي
- لبلبة بدور أحلام
- زهرة العلا بدور مديرة الملجأ
- سيد زيان بدور عقله / سليمان
- أمير شاهين بدور سنسن
- محمد يوسف بدور حرنكش

## وصلات خارجية
- مقالات تستعمل روابط فنية بلا صلة مع ويكي بيانات